# Krigslida station
Krigslida är en station på Stockholms pendeltågsnät, belägen i Tungelsta inom Haninge kommun på Nynäsbanan 33,5 km från Stockholm City. Den togs i bruk sommaren 1980 som en enkelspårig hållplats och ersatte Nedersta cirka 600 m norr därom. Den 3 december 2012 togs dubbelspåret i bruk mellan Västerhaninge och Tungelsta. Sedan dess har Krigslida en mittplattform.
Krigslida är, tillsammans med Hemfosa, en av två stationer på Stockholms pendeltågsnät som saknar anslutning till övrig kollektivtrafik.

## Bilder

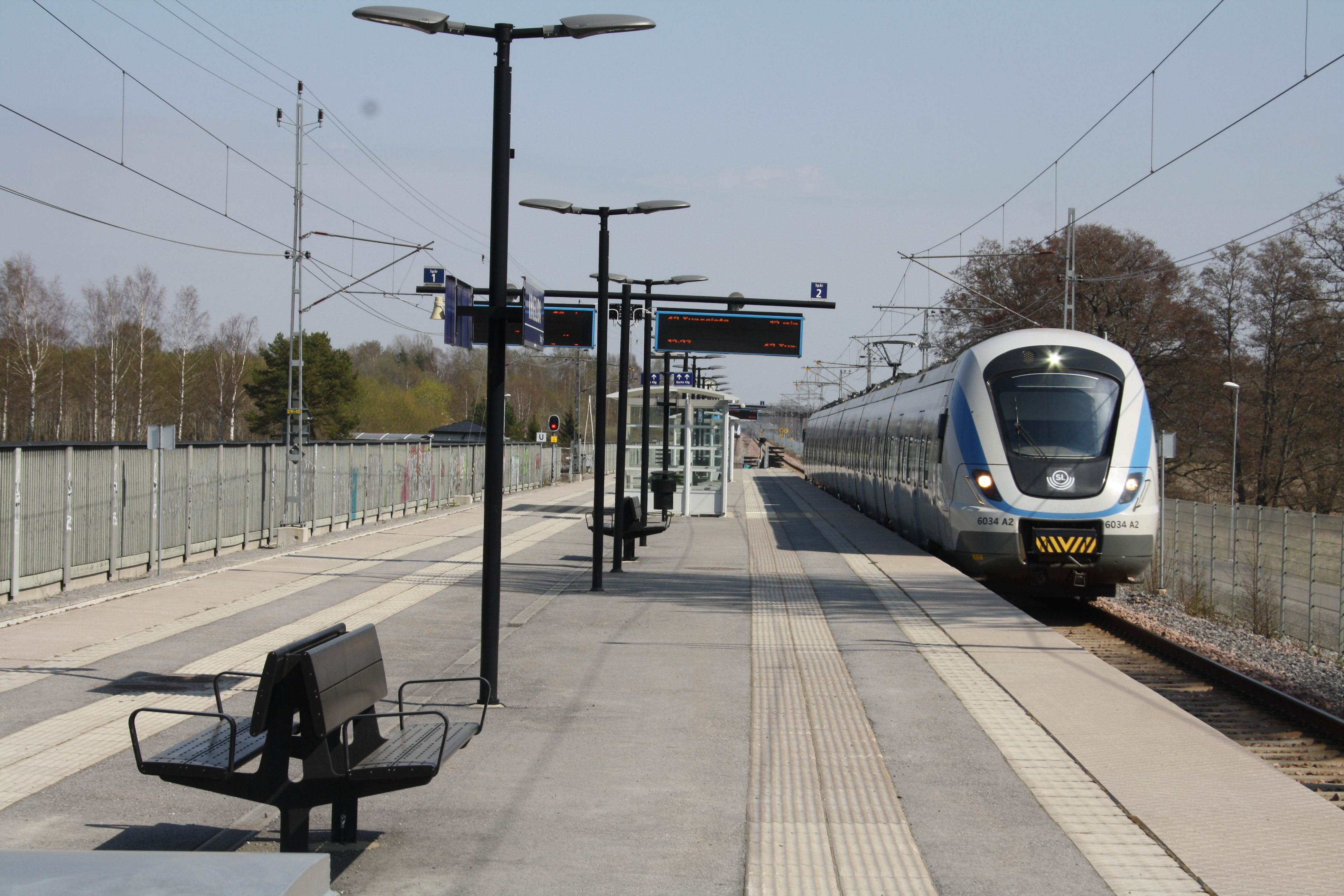
Perrongen
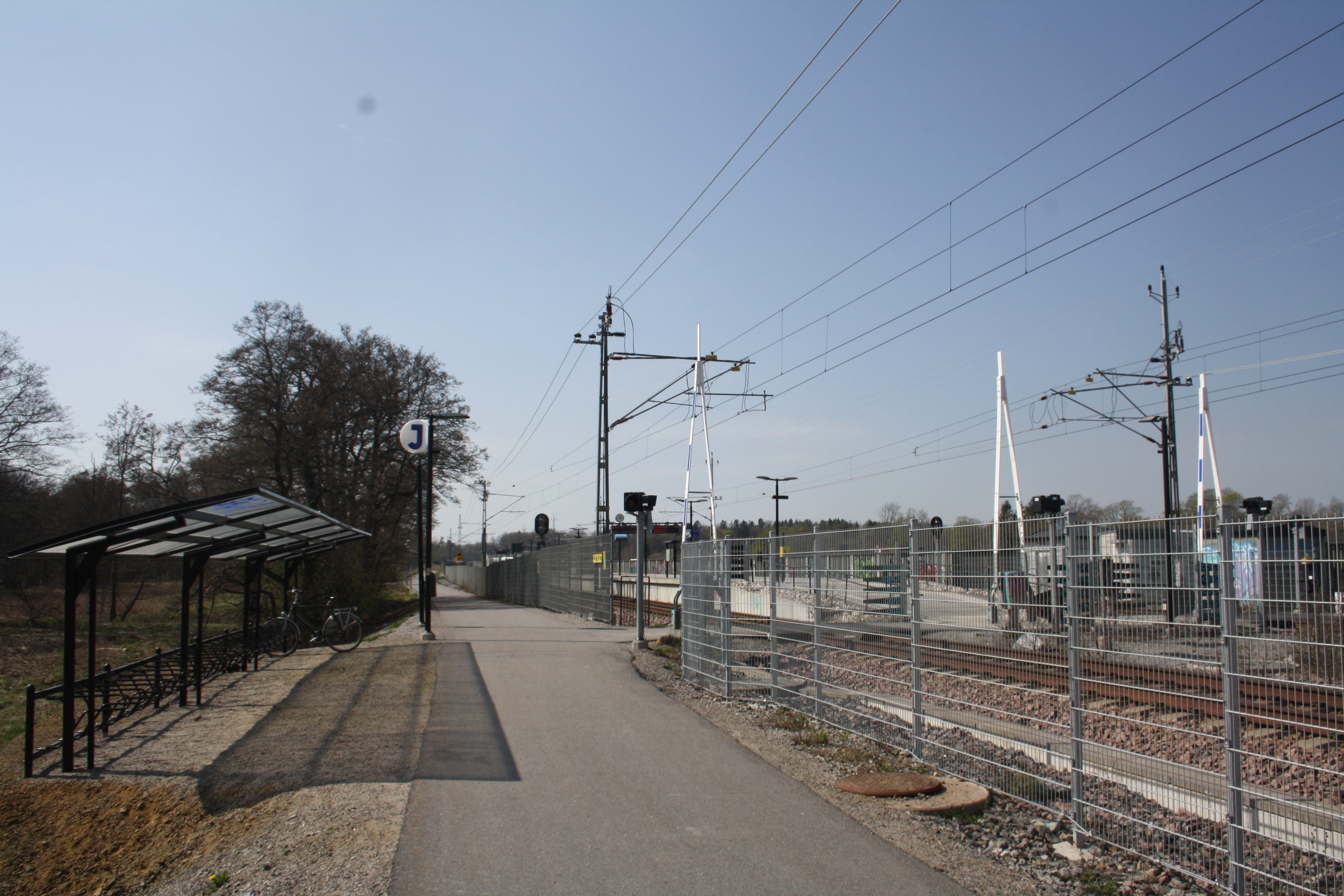
Ingång
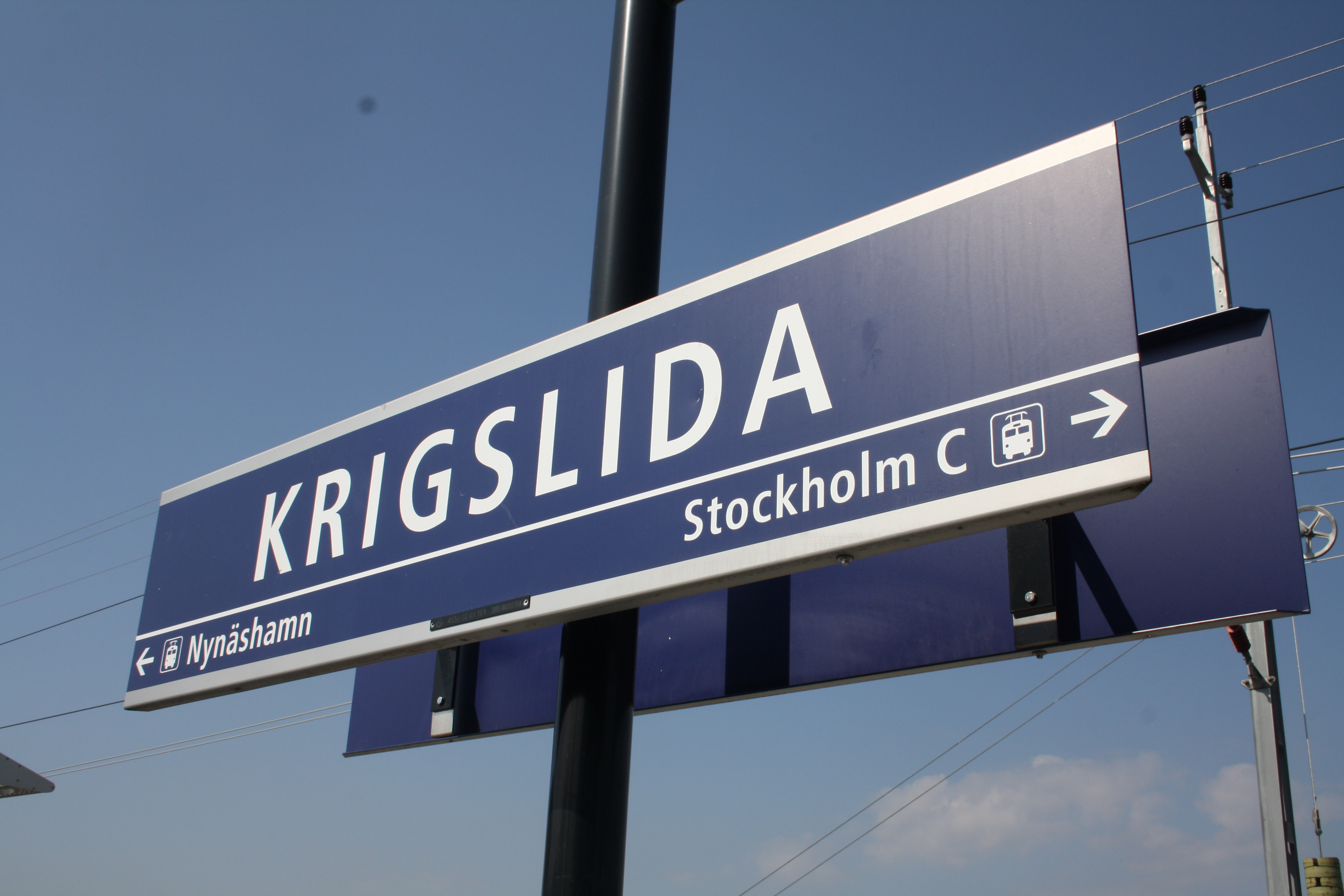
Stationsskylt
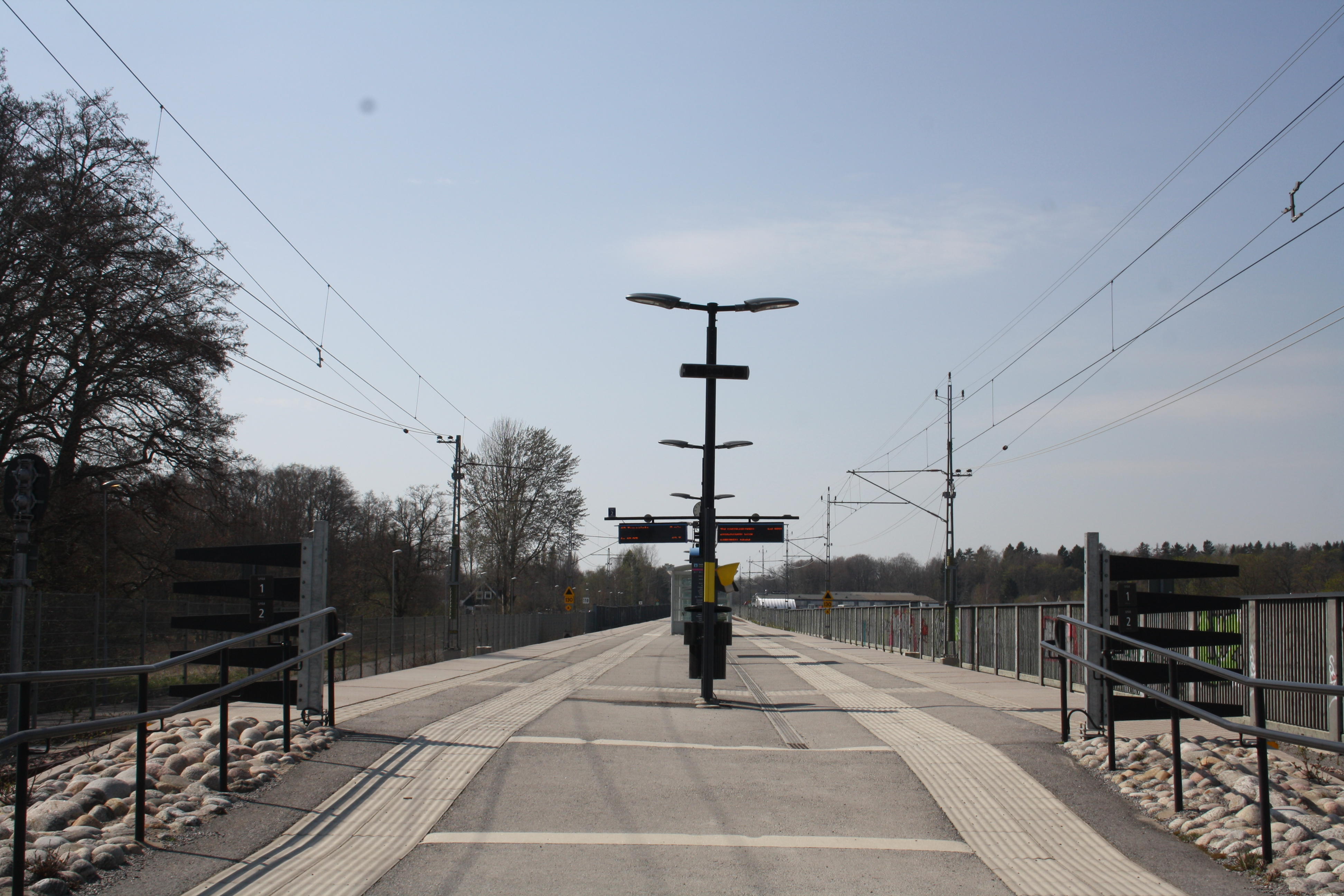
Perrongen